# Jaron Oz
Jaron Oz (hebr. ‏ירון עוז‎; ur. 10 maja 1952 w Tel Awiwie) – izraelski piłkarz grający na pozycji pomocnika.

## Życiorys
Jest wychowankiem Maccabi Tel Awiw. Grał w nim w latach 1970–1980, grając w tym czasie w 247 meczach i zdobywając 7 goli. W 1980 roku odszedł do Maccabi Jafa. W latach 1973–1977 był również reprezentantem kraju. W 1976 roku wraz z reprezentacją wystąpił na igrzyskach olimpijskich w Montrealu. W 1983 roku zakończył karierę piłkarską.